# Del Cor
Del Cor es un cultivar de higuera de tipo higo común Ficus carica, unífera de higos de epidermis con color de fondo negro  morado con sobre color morado rojizo. Se cultiva en la colección de higueras de Montserrat Pons i Boscana en Llucmajor, Islas Baleares.

## Sinonimia
- „sin sinonimia“,[4][6][7]

## Historia
Actualmente la cultiva en su colección de higueras baleares Montserrat Pons i Boscana, rescatada de un ejemplar o higuera madre en el término de Montuiri, en la finca "son Marimon", localizada por Toni Martorell, experto en los temas agronómicos de las islas Baleares.
La variedad 'Del Cor' es poco conocida y cultivada en las islas Baleares. Es originaria de Sant Joan y seguramente se le denomina con este nombre (Cor:Corazón) por la forma acorazonada del fruto.

## Características
La higuera 'Del Cor' es una variedad unífera de tipo higo común. Árbol de desarrollo mediano, vigorosidad entre media y alta, con copa ovalada muy poblada de follaje. Sus hojas son de 3 lóbulos y de 1 lóbulo, ambas al (50%). Sus hojas con dientes presentes con márgenes ondulados amplios. 'Del Cor' tiene desprendimiento mediano de higos, y un rendimiento productivo mediano y periodo de cosecha medio por cada árbol. La yema apical cónica de color verde amarillento.
Los frutos 'Del Cor' son higos de un tamaño de longitud x anchura:42 x 48 mm, con forma turbinado, que presentan unos frutos medianos de unos 32,435 gramos en promedio, de epidermis con consistencia fuerte, grosor de la piel mediano, con color de fondo negro  morado con sobre color morado rojizo. Ostiolo de 0 a 1 mm con escamas medianas oscuras. Pedúnculo de 2 a 5 mm cilíndrico rojizo. Grietas longitudinales escasas. Costillas  marcadas. Con un ºBrix (grado de azúcar) de 27 de sabor dulce jugoso, con color de la pulpa rojo intenso. Con cavidad interna grande. Son de un inicio de maduración sobre el 28 de agosto a 30 de septiembre. De rendimiento por árbol alto.
Se usa como higos frescos en alimentación humana, seco para ganado porcino y ovino. Son de buena resistencia a las lluvias y rocíos, y resistente al transporte. Poca apertura del ostiolo, y mediana resistencia al desprendimiento.

## Cultivo
'Del Cor', se utiliza higos frescos en humanos, secos para el ganado. Se está tratando de recuperar de ejemplares cultivados en la colección de higueras baleares de Montserrat Pons i Boscana en Llucmajor.